# Jean Michaëli
Pour les articles homonymes, voir Michaeli.
Eugène Ébaudy de Fresne, alias Jean Michaëli, né le 17 décembre 1816 à Vesoul et décédé le 17 janvier 1895 à Paris est un auteur-compositeur du XIXe siècle.

## Biographie
Petit-fils de l'économiste François Ébaudy de Fresne et neveu de Madame Récamier, il fut élevé par les soins de cette dernière. Ami de Lamartine, il fut familier de son salon en qualité de rédacteur au ministère des affaires étrangères lors du gouvernement provisoire en 1848. 
En 1845, Gérard de Nerval sollicite Paul Foucher, en lui  proposant d’écrire un acte d’opéra en collaboration avec le compositeur Eugène de Fresne dit Michaëli, à partir d'un texte de Walter Scott. 
Il est auteur des œuvres suivantes :
- Martyrs de Chateaubriand, grand opéra, dont le morceau capital, le grand duo, fut interprété par la cantatrice Eugénie Garcia et par Baroilhet.
- L'Hymne au Travail
- Lénor, opéra en 4 actes dont il compose la musique. Cyprien Tessié du Motay en écrivit le livret.

Le peintre Pascal Dagnan-Bouveret peint son portrait en 1877.

## Sources
- Le Panthéon de l'industrie, onzième année, n°547 (6 septembre 1885)